# 伊万·斯特德曼
伊万·斯特德曼（英語：Ivan Stedman，1895年4月13日—1979年1月7日），澳大利亚男子游泳运动员。他曾代表澳大利亚参加1920年和1924年夏季奥林匹克运动会游泳比赛，其中1920年奥运会获得一枚银牌。